# اندرسون میل، آستین، تگزاس
اندرسون میل (به انگلیسی: Anderson Mill) یک منطقهٔ مسکونی در ایالات متحده آمریکا است که در تگزاس واقع شده‌است. اندرسون میل ۳٫۷ کیلومتر مربع مساحت و ۸٬۹۵۳ نفر جمعیت دارد و ۲۹۲ متر بالاتر از سطح دریا واقع شده‌است.